# Kościół św. Brata Alberta i św. Andrzeja Apostoła w Warszawie

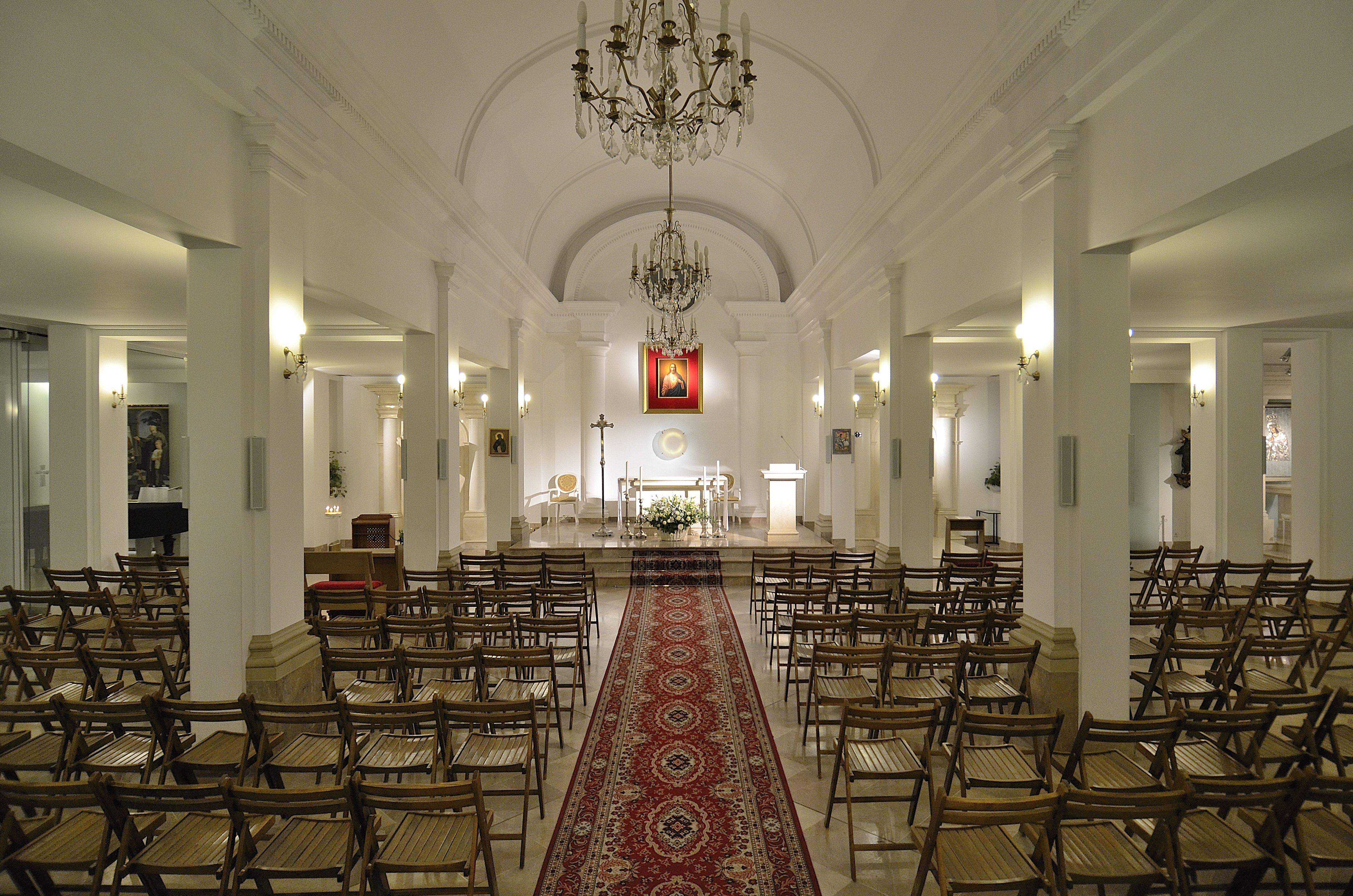
Wnętrze świątyni

Kościół św. Brata Alberta i św. Andrzeja Apostoła – kościół rzymskokatolicki znajdujący się przy ul. Senatorskiej  18B, przy placu Teatralnym w Warszawie.

## Historia
W miejscu obecnego kościoła w XVII wieku wybudowany został przez jezuitów niewielki kościół pw. Świętego Krzyża. W XVIII wieku na jego miejscu wzniesiono kościół św. Andrzeja. Obok powstał kompleks budynków zakonnych panien kanoniczek. W 1819 świątynia została przebudowana przez Chrystiana Piotra Aignera.
Podczas powstania warszawskiego w kościele zorganizowano szpital powstańczy. Po II wojnie światowej w uszkodzonym budynku nabożeństwa odprawiano aż do 1953, kiedy to władze zadecydowały o rozbiórce świątyni. Częściowo na jej miejscu wybudowano blok mieszkalny (wieżowiec). Kościół został odbudowany w 1999 jako element zrekonstruowanej w drugiej połowie lat 90. północnej pierzei placu Teatralnego. 13 czerwca 1999 świątynię poświęcił papież Jan Paweł II.
23 marca 2008 w kaplicy Grobu Pańskiego podczas nabożeństwa w dniu Niedzieli Wielkanocnej doszło do pożaru. Spłonęły dekoracje oraz kilka obrazów. Uszkodzone zostały też tynki.
Od końca 2017, w kościele odprawiane są również msze święte trydenckie. Ich celebransem  jest ks. Wojciech Pobudkowski IBP.
W kościele działa Duszpasterstwo Środowisk Twórczych, łączące ludzi kultury i sztuki, a także odbywają się spotkania wspólnot i Akademii Ikony. W środku znajdują się relikwie św. Alberta, św. Andrzeja oraz św. Jana Ewangelisty. Rektorem kościoła oraz jednocześnie krajowym duszpasterzem środowisk twórczych jest ksiądz Grzegorz Michalczyk.
Od 2014 przy kościele działa chór Cantus Laudabilis.

## Architektura i wystrój
Architektura kościoła jest wzorowana na XIX-wiecznej fasadzie zaprojektowanej przez Piotra Aignera. W głównym ołtarzu umieszczono obraz autorstwa Sebastiana del Piomba z XVI wieku. Ponadto w kościele znajduje się kilka obrazów przekazanych w depozyt ze zbiorów Zamku Królewskiego i Muzeum Narodowego. Drzwi kościoła wykonane są z przezroczystego szkła.